# Manfred Glöckner (Kanute)
Manfred Glöckner (* 18. Januar 1936 in Zschopau; † 8. Oktober 2005 ebenda) war ein deutscher Kanute, Kanutrainer und zuletzt Ehrenpräsident des Landeskanuverbandes Brandenburg.

## Leben
Bereits während des Schulbesuchs nach dem Ende des Zweiten Weltkrieges begann sich der aus dem Erzgebirge stammende Glöckner für Kanusport zu interessieren. Seit 1948 betrieb er in Zschopau Kanuslalom auf dem gleichnamigen Fluss. Seine erste Ausbildung im Kanuslalom erhielt er vom „Kommunaler Sport - Kanusport“. Organisiert war er in der Sektion Kanu der Betriebssportgemeinschaft (BSG) des Motorradwerk Zschopau (1950 umbenannt in Motor Zschopau). Ab 1954 trainierte Glöckner beim SC DHfK Leipzig.
1955 bestritt er als Aktiver erstmals eine Kanu-Weltmeisterschaft, die im damaligen Jugoslawien stattfand.
Viermal wurde er Weltmeister im Kanusport und zwar 1957 in Augsburg (zweimal), 1959 in Genua und in 1963 in Spittal.
1962 schloss er erfolgreich sein Sportstudium an der DHfK Leipzig als Diplomsportlehrer ab und wirkte fortan als Kanutrainer beim ASK Vorwärts Potsdam und SC Berlin-Grünau. Dort führte er als Auswahltrainer des Deutschen Kanusport-Verbandes der DDR Sportlerinnen und Sportler zu Olympiasiegen und Weltmeistertiteln (wie z. B. Birgit Fischer und Marion Rösiger).
Am 14. Juli 1990 wurde er zum Präsidenten des neu gegründeten Landeskanuverbandes Brandenburg gewählt. Im Jahr 2005 übergab er das Amt an seinen Nachfolger Henry Schiffer.
Mit maßgeblicher Beteiligung Glöckners wurde u. a. im Jahre 1992 in Potsdam ein Bundesstützpunkt des Deutschen Kanuverbandes und einer von sechs Landesstützpunkten des Landeskanuverbandes Brandenburg etabliert.
Im März 2005 wurde Manfred Glöckner zum Ehrenpräsidenten ernannt, sieben Monate später starb er im Alter von 69 Jahren.

## Ehrungen
1957 erhielt er die Auszeichnung Meister des Sports.
1963 wurde ihm die Verdienstmedaille der DDR verliehen.
Ihm zu Ehren wird seit 2006 einmal jährlich die Manfred-Glöckner-Gedenkregatta in Werder mit zahlreichen Teilnehmern vor allem aus dem Nachwuchssport veranstaltet.